# 엘레판티네 파피루스

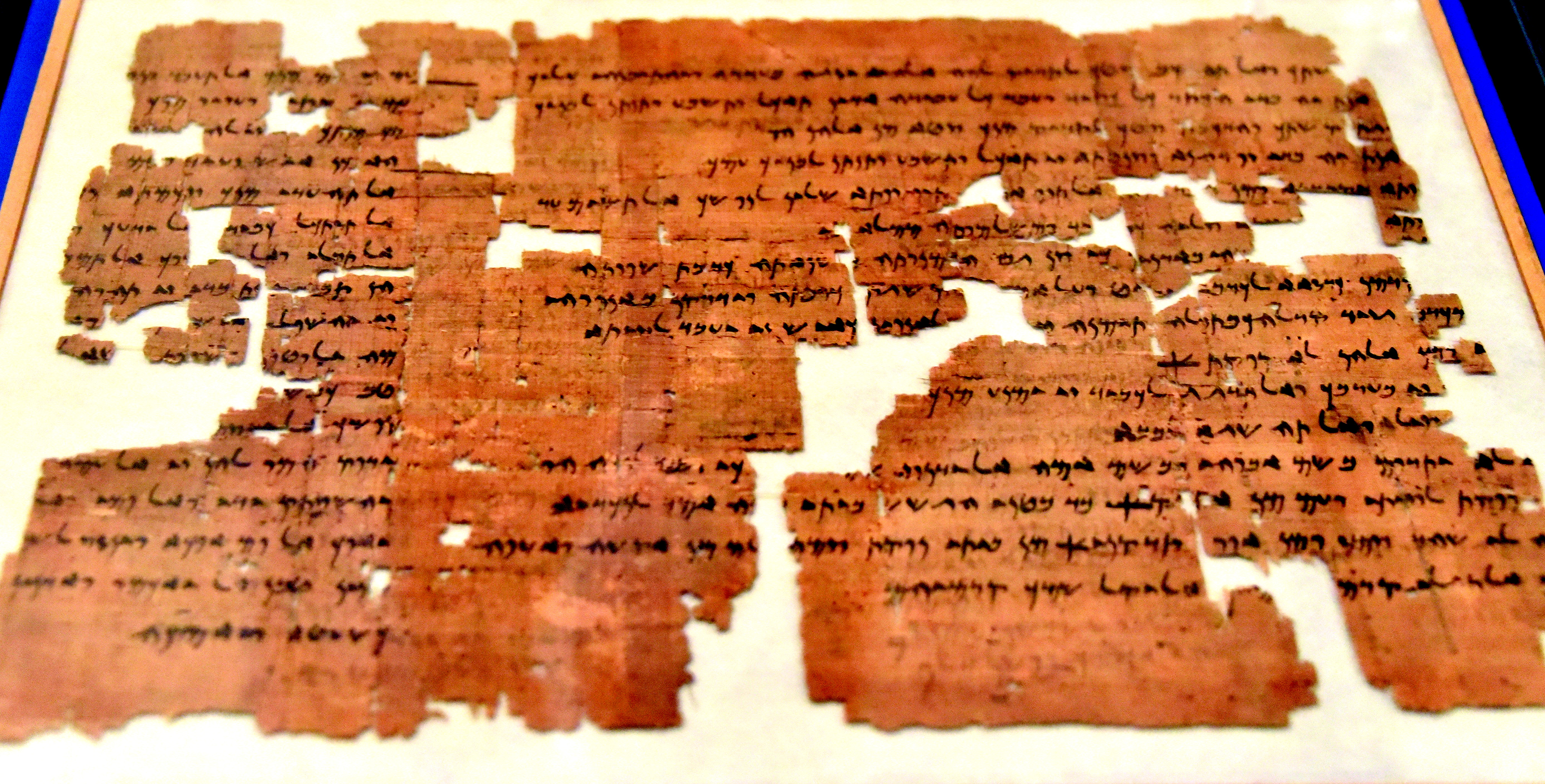
엘레판티네 파피루스 중 지혜로운 대신 아히카르의 이야기를 담고 있는 부분. 기원전 5세기경 아람어로 기록된 문서로, 이집트 엘레판티네에서 발견되었으며, 현재 독일 베를린의 노이예스 박물관(Neues Museum)에 소장되어 있다.

엘레판티네 파피루스는 이집트 남부 국경 요새 지역인 엘레판티네와 아스완에서 출토된 수천 점의 파피루스 및 오스트라콘 문서 자료들이다. 주로 기원전 5세기부터 4세기에 걸쳐 작성되었으며, 신관문자 및 민중문자 이집트어, 아람어, 코이네 그리스어, 라틴어, 콥트어 등 다양한 언어로 기록되었다.
가정 및 기타 기록 보관소에서 나온 편지와 법률 계약서 등이 여기 포함된다. 따라서 서간문학, 법학, 사회사, 종교사, 언어학, 인명학 등 여러 학문 분야에서 중요한 사료로 평가된다. 주요 문서 유형으로는 이혼 문서, 노예 해방 증서, 기타 상업 관련 계약서 등이 있으며, 상이집트의 건조한 기후 덕분에 양호한 상태로 보존되었다.
이들 파피루스는 19세기 후반부터 골동품 그레이마켓에 등장하기 시작했으며, 이후 여러 서구 컬렉션에 분산 소장되었다.
엘레판티네에서 발견된 아람어 문서 중 일부는 아케메네스 제국 통치 하(기원전 495년~399년)에 이 지역에 주둔한 유대인 병사 공동체의 존재를 보여준다. 특히 주목할 만한 문서로는 1907년에 발견된 ‘무교절 편지’(기원전 419년)가 있으며, 이는 무교절(유월절 자체는 명시되어 있지 않음) 준수를 위한 지침을 담고 있는 것으로 보인다. 해당 문서는 현재 베를린 이집트 박물관에 소장되어 있다.

## 유대교 문서

### 역사적 중요성

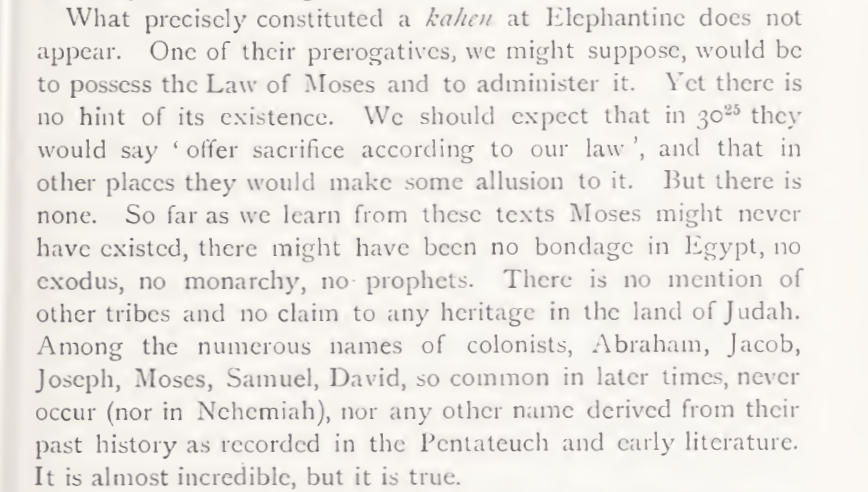
엘레판티네 파피루스에 "있는" 내용들보다, "없는" 내용이 더 충격적이었노라고 E. G. 코울리(Cowley)는 평가하였다.

엘레판티네 파피루스는 현존하는 구약성경 사본들보다 훨씬 이른 시기에 작성된 문서들로, 기원전 5세기 이집트에서 유대교가 실제로 어떻게 실천되었는지를 보여주는 중요한 사료이다. 이 문서들은 기원전 약 400년경, 다신교적인 성격을 지닌 유대인 종파의 존재를 암시하는 내용을 담고 있다. 학계에서는 일반적으로 이 엘레판티네 유대 공동체가 기원전 7세기 중엽 또는 6세기 중엽에 형성되었으며, 이는 앗시리아 및 바빌로니아의 침공을 피해 이집트로 피난한 유다 및 사마리아 출신 난민들에 의해 이루어진 것으로 보고 있다. 이들은 히브리 율법서인 토라나 그에 담긴 이야기들에 대한 지식이 전혀 없었던 것으로 분석된다.
또한 이 파피루스는 기원전 411년까지 엘레판티네에 존재했던 유대교 사원에 대한 기록을 담고 있다. 이 사원은 향을 피우는 제단과 동물 제물을 바치는 제단을 갖추고 있었는데 이는 신명기 율법(신명기 법전)의 규정, 즉 예루살렘 외 지역에 유대 사원을 건설하는 것을 금지하는 것에 명백히 위배되는 것이다.:31 더욱 흥미로운 것은, 엘레판티네 유대인들이 예루살렘의 대제사장에게 자신들의 사원 재건을 지지해 달라는 편지를 보냈다는 점이다. 이는 당시 예루살렘 성전의 제사장들도 신명기 율법을 엄격히 시행하고 있지 않았음을 시사한다. 코울리는 이 청원이 야우 신을 모시는 사원이 존재함을 자랑스럽게 언급하고 있으며, 다른 신의 이름은 등장하지 않는다는 점을 지적한다. 또한 이 청원서에서는 해당 사원이 이단적이거나 문제된다는 어떠한 언급도 없었다.
이러한 내용은 유대교의 발전 과정과 히브리 성경의 성립 시기에 대한 전통적인 학설과 상충되는 것으로 보인다. 기존 학설에 따르면, 이 시기까지는 유일신 신앙과 토라가 유대 공동체 내에서 확고히 확립되어 있었어야 한다. 이러한 불일치를 해소하기 위해 많은 학자들은 엘레판티네의 유대 공동체가 이전 세기 유대 신앙의 고립된 잔재였거나,:32 혹은 당시 토라가 막 공포되었을 가능성이 있다고 본다. 더 나아가서, 유일신 사상과 토라가 아예 기원전 400년 이전에는 유대 문화 내에서 확립되지 않았음을 보여주며,:32ff 따라서 토라는 헬레니즘 시대인 기원전 3세기 또는 4세기에 작성된 것일 가능성이 높다고 주장하는 학자들도 있다.

### 엘레판티네의 유대 사원

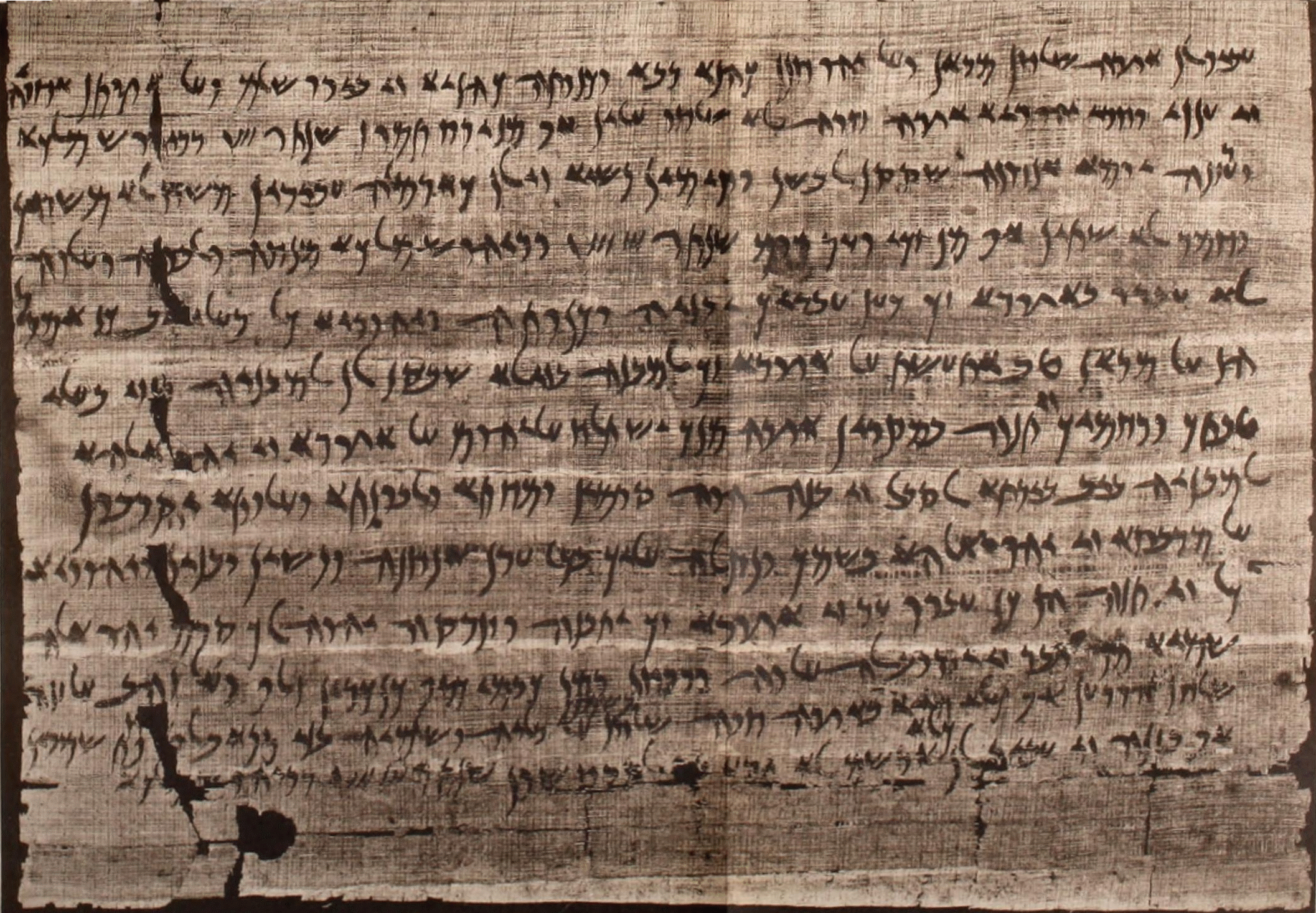
엘레판티네 파피루스에는 엘레판티네의 유대 사원 재건을 요청하는 서한이 포함되어 있다.

엘레판티네에 거주하던 유대인들은 자신들만의 야훼(야우) 신전을 가지고 있었으며, 이 신전은 이집트 신 크눔의 신전과 함께 기능하고 있었다. 이 유대 공동체는 야훼뿐만 아니라 ‘아나트-베텔’과 ‘아샴-베텔’ 같은 다른 신들 또한 숭배한 것으로 보이며, 이는 다신교적 신앙을 보여주는 증거로 해석되기도 한다. 그러나 일부 학자들은 이러한 신명(神名)들이 야훼의 다양한 위격(位格, hypostasis)을 나타낸 것일 뿐이라며, 엘레판티네 유대인들이 다신론자였다는 주장에 이의를 제기한다.
1967년의 발굴에서 작은 사원을 중심으로 형성된 유대인 공동체의 유적이 확인되었다. "바고아스에게 보낸 청원서"로 알려진 문서는 기원전 407년에 유대 지방의 페르시아 총독 바고아스에게 보내진 편지로, 최근 반유대적 폭력에 의해 훼손된 엘레판티네의 유대 사원 재건을 요청하는 내용을 담고 있다.

청원서에는 다음과 같이 해당 사원의 오랜 역사를 강조하고 있다.
“우리 조상들이 이집트 왕국 시절, 엘레판티네 요새 안에 이 성전을 세웠습니다. 캄비세스가 이집트에 왔을 때, 그는 이미 지어진 이 성전을 발견하였습니다. (페르시아인들이) 이집트 신들의 모든 사원은 파괴하였으나, 이 성전에는 아무런 손상을 가하지 않았습니다.”

이 공동체는 또한 사마리아의 유력자인 산발랏 1세, 그의 아들 들라야와 셀레미아, 그리고 엘리아십의 아들 요하난에게도 도움을 요청하였다. 산발랏과 요하난은 느헤미야기 2장 19절 및 12장 23절에 등장하는 인물들이다.

이 요청에 대해 바고아스와 들라야 두 총독 모두 긍정적인 응답을 하였으며, 이들은 신전 재건을 허가하는 포고문 형태의 문서를 발송하였다. 해당 문서는 다음과 같은 내용을 담고 있다:
“1. 바고히와 들라야가 내게 이르기를: 2. 회람: 너는 이집트에서 말할 수 있다… 8. 본래 위치에 예전처럼 다시 (신전을) 지어도 좋다…”
기원전 4세기 중엽이 되면, 엘레판티네의 유대 신전은 더 이상 기능하지 않게 되었다. 발굴 자료에 따르면, 이 시기 넥타네보 2세(재위 360–343 BCE) 통치하에 크눔 신전의 재건 및 확장이 이루어져 야훼 신전의 자리를 대체한 것으로 보인다.

### 아나트-야후
엘레판티네 파피루스는 "망명과 국외 거주 중에도 여성 신에 대한 숭배가 지속되었음"을 시사한다. 해당 문서들은 누비아 국경 근처 엘레판티네에 거주하던 유대인 공동체에 의해 작성된 것으로, 이들의 종교는 “철기 시대 II기 유다의 종교와 거의 동일하다”고 평가된다. 파피루스에는 이들이 아나트-야후를 숭배하였다는 기록이 있으며, 이는 코울리의 번호 체계 기준 AP 44번 문서 3행에서 확인된다. 아나트-야후는 야훼의 아내 또는 신성한 배우자(파레드라)로 해석되기도 하며, 혹은 야훼의 위격화된 측면 중 하나로 간주되기도 한다.

### 아나니아와 타무트의 가족 기록
브루클린 미술관이 소장한 여덟 장의 파피루스 문서는 엘레판티네에 거주했던 한 유대인 가족에 관한 기록으로, 성전 관리였던 아나니아, 그의 이집트인 아내 타무트, 그리고 그들의 자녀들에 대한 일상생활을 47년에 걸쳐 구체적으로 보여준다. 1893년, 이집트 농부들이 고대 진흙벽돌 주택의 유적지에서 비료를 채취하던 중 이 기록들을 발견하였으며, 이들은 최소 8개의 파피루스 두루마리를 발견해 찰스 에드윈 윌버(Charles Edwin Wilbour)에게 판매하였다. 윌버는 아람어 파피루스를 처음으로 발견한 인물이다. 이 파피루스들은 결혼 계약, 부동산 거래, 대출 계약 등 주제별로 분류되어 있다.

#### 결혼 문서

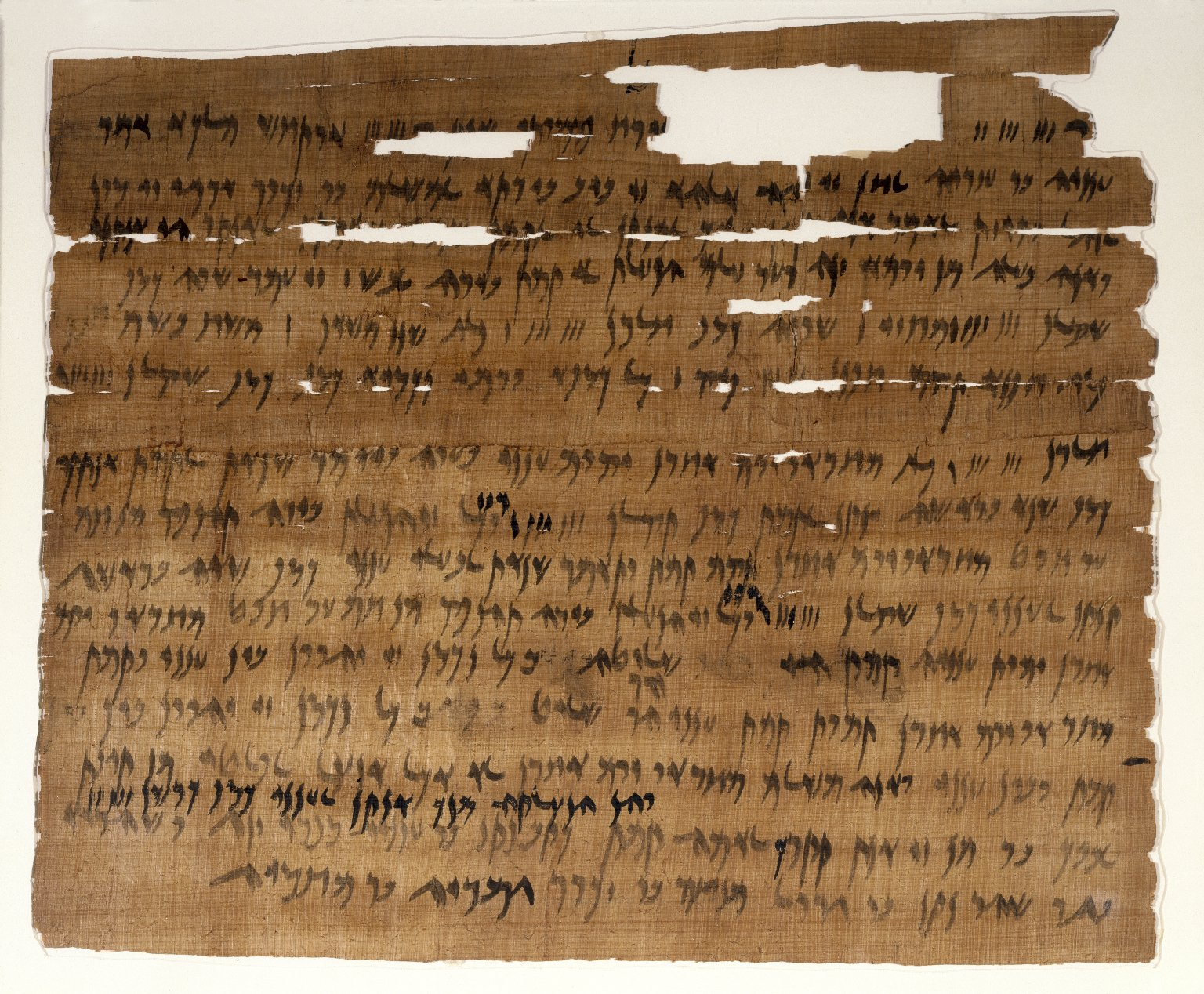
아나니아와 타무트의 결혼 문서, 기원전 449년 7월 3일, 브루클린 미술관 소장

고대의 결혼 문서는 일반적으로 이미 존재하던 관계를 법적으로 공인하는 형태였다. 아나냐와 타무트의 경우, 결혼 문서가 작성될 당시 이미 어린 아들이 있었다. 타무트가 아나냐와 결혼할 당시 노예 신분이었기 때문에, 이 결혼 계약에는 특별한 조건이 포함되어 있다. 일반적으로 유대인 결혼 계약은 신랑과 그의 장인이 체결하지만, 아나냐는 타무트의 주인 메슐람과 계약을 체결하였다. 메슐람은 법적으로 타무트의 ‘부친’ 역할을 하였다. 또한 부부의 아들 역시 메슐람의 노예였기 때문에, 그의 해방을 위한 특별 조항이 계약서에 포함되었다. 아나냐가 아들의 자유를 확보하기 위해, 7세켈 또는 15세켈(본문이 모호함)의 소액 지참금을 지급하기로 동의했을 가능성이 있다. 그러나 이후 태어날 자녀들은 여전히 노예로 태어나게 된다. 이와는 대조적으로, 동시대 이집트의 결혼 문서는 남편과 아내가 직접 협상하여 작성되었다.

#### 해방 증서
결혼 후 약 22년이 지난 시점에서, 타무트의 주인 메슐람은 그녀와 그녀의 딸 여호이셰마(Yehoishema)를 노예 신분에서 해방하였다. 당시 노예의 해방은 매우 드문 일이었으며, 노예가 자유인과 혼인하는 것이 가능했음에도 불구하고 그 자녀는 일반적으로 여전히 주인의 소유로 간주되었다. 당시 이집트의 노예 제도는 다른 문화권과는 몇 가지 점에서 차이가 있었다. 이집트 노예들은 개인 재산을 소유할 수 있었으며, 전문 직업을 가질 수 있었고, 보상을 받을 권리도 있었다. 페르시아 지배기 이집트에서는 채무를 갚기 위해 자녀를, 심지어 자기 자신을 노예로 파는 일도 드물지 않았다.